# Setouchi (Kagoshima)
Setouchi (jap. 瀬戸内町 Setouchi-chō) – miasto w Japonii, w prefekturze Kagoshima, na wyspie Amami Ōshima. Według danych na rok 2020 miejscowość zamieszkiwało 8 546 mieszkańców , a gęstość zaludnienia wyniosła 35,7 os./km².